# The Burden Is Mine... Alone
The Burden Is Mine... Alone è un EP del gruppo musicale progressive metal Green Carnation, pubblicato il 20 ottobre del 2005.

## Tracce
1. The Burden Is Mine... Alone – 3:14
2. Sweet Leaf – 5:04
3. Transparent Me – 4:44
4. Six Ribbons (cover di Jon English) – 3:10

## Formazione
- Kjetil Nordhus – voce
- Terje Vik Schei (alias Tchort) – chitarra
- Bjørn Harstad - chitarra
- Michael S. Krumins - chitarra acustica, theremin
- Stein Roger Sordal – basso
- Kenneth Silden – tastiera elettronica, mellotron
- Tommy Jacksonville – batteria